# Saša Ognenovski
Saša Ognenovski (Macedonisch: Саша Огненовски) (Melbourne, 3 april 1979) is een Australisch voormalig voetballer die als centrale verdediger speelde.
In 2010 werd hij uitgeroepen tot Aziatisch voetballer van het jaar en behoorde hij tot de beste elf spelers van de K-League. Hij won dat jaar de AFC Champions League met zijn club Seongnam. In 2011 deed hij met het Australisch voetbalelftal mee aan de Azië Cup 2011.
Ognenovski komt uit voor het Australisch voetbalelftal. Omdat hij niet werd opgeroepen voor de Azië Cup-kwalificatiewedstrijden tegen Indonesië en Koeweit, stelde hij zich beschikbaar voor Macedonië. Hij werd toen wel opgeroepen voor de wedstrijd tegen Moldavië op 11 februari 2009, maar hij kwam niet in actie, omdat hij volgens de reglementen van de FIFA niet speelgerechtigd was.
Hij werd daarna ook niet opgeroepen voor Australië. Pas toen de trainer Pim Verbeek was opgevolgd door Holger Osieck, werd hij opgeroepen. Hij deed mee aan de Azië Cup 2011. Hij vormde toen elke wedstrijd vanaf het centrale verdedigingsduo met Lucas Neill. In de halve finale van dat toernooi scoorde hij de 2-0 in het met 6-0 gewonnen duel tegen Oezbekistan.

## Erelijst
Seongnam Ilhwa
- Aziatisch voetballer van het jaar

2010